# Schmilco
Schmilco è il decimo album in studio del gruppo alternative rock statunitense Wilco, pubblicato il 9 settembre 2016.

## Tracce
1. Normal American Kids – 2:47
2. If I Ever Was a Child – 2:55
3. Cry All Day – 4:16
4. Common Sense – 3:24
5. Nope – 3:02
6. Someone to Lose – 3:20
7. Happiness – 3:00
8. Quarters – 2:50
9. Locator – 2:18
10. Shrug and Destroy – 2:52
11. We Aren't the World (Safety Girl) – 2:53
12. Just Say Goodbye – 2:45